# Popoli
Popoli là một đô thị thuộc tỉnh Pescara trong vùng Abruzzo Ý. Đô thị này có diện tích 34 km², dân số 5607 người. Các đô thị giáp ranh gồm: Bussi sul Tirino, Collepietro (AQ), Corfinio (AQ), San Benedetto in Perillis (AQ), Tocco da Casauria, Vittorito (AQ)